# Sankt Andreas orden

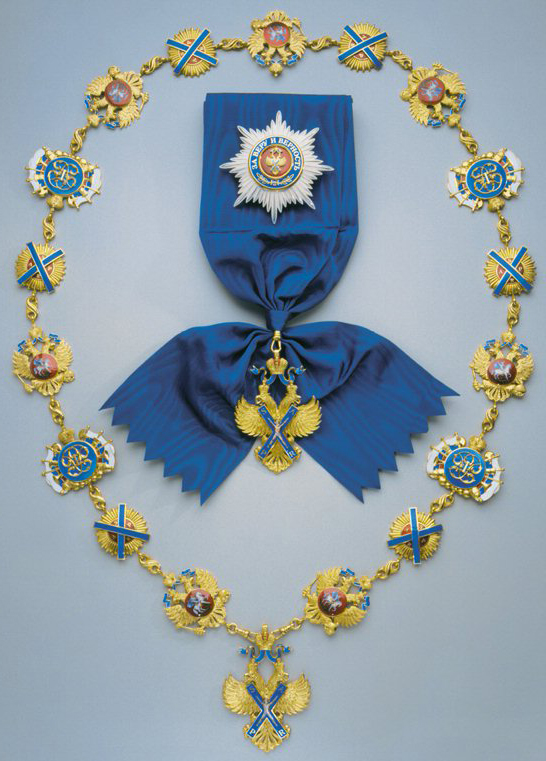
Den moderna varianten av ordenskedjan och stjärnan

Sankt Andreasorden, egentligen Sankt Andreas den först kallades orden (ryska: Орден Святого апостола Андрея Первозванного, Orden svjatogo apostola Andreja Pervozvannogo) är Rysslands främsta militära och civila orden. Den instiftades 1698 av Peter den store och var i bruk fram till ryska revolutionen 1917 samt fungerade därefter som privatorden för den avsatta kejsarfamiljen Romanov. 
Den återupplivades 1988 av rysk-ortodoxa kyrkan med samma namn, men med andra ordenstecken. Orden återinfördes av Rysslands president Boris Jeltsin den 1 juli 1998 som den Ryska federationens högsta utmärkelse och man återvände därvid (med små ändringar) till kejsartidens insignier.
President Vladimir Putin utdelade orden 2017 till Folkrepubliken Kinas president Xi Jinping.

## Namn och symbolik
Orden är uppkallad efter Sankt Andreas, Rysslands skyddshelgon, och ordenstecknet är ett blått, guldbrämat andreaskors med den korsfäste Sankt Andreas och bokstäverna SAPR (Sanctus Andreas Patronus Russiae) i guld. Korset vilar på den ryska dubbelörnen. Ordensbandet är ljusblått.